# Alan Wendell Silva
Alan Wendell Silva (Alan Wendell Bonfim Silva; * 7. Februar 1978) ist ein brasilianischer Langstreckenläufer, der sich auf Straßenläufe spezialisiert hat.
2002 wurde er Fünfter bei der Corrida Internacional de São Silvestre. 2004 wurde er Zweiter beim Düsseldorf-Marathon in seiner persönlichen Bestzeit von 2:15:40 h. Im Jahr darauf gewann er an selber Stelle in 2:17:19 h.
2006 wurde er Vierter beim Düsseldorf-Marathon und gewann den 10-km-Bewerb des Küstenmarathons.